# Kutai Kartanegara
Kutai Kartanegara (abreujat Kukar) és una regència de la província de Kalimantan Oriental, a Indonèsia. Té una superfície de 27.263 km² i una àrea marítima de 4.097 km². La població és de 547.422 habitants (2005). La capital és Tenggarong. Està dividida en 18 subdistrictes.
La població la formen:
- Kutainesos, emigrants malais (que eren pagans quan van emigrar a la zona) dels que la llengua està influïda pel javanès, el buguinès i el banjarès.
- Buguinesos de Sulawesi (Cèlebes) del sud (sobretot de l'antic regne de Wajo, que van emigrar a la zona com a mariners i constructors de vaixells i com a comerciants, a l'inici del segle xvii. El seu centre fou Samarinda i van gaudir en el sultanat de Kutai de certa autonomia interna, estan dirigits per un dels seus nobles, el Pua Adu o Matoa, elegit pels altres nobles però confirmat pel sultà (fins al 1860).
- Banjaresos, que haurien participat en la colonització de Kutai pels hindojavanesos de Banjamarsin
- Bajaus, originaris de les illes Sulu, que van estar un temps errant per la mar i finalment es van establir a Kutai.
- Dayaks, diverses tribus, que habiten l'interior i la part superior del curs dels rius.
- Xinesos i indis, comerciants. Eren 245 i 246 respectivament al cens del 1971.